# 謝渭
謝渭（1570年—1628年），字道游，號明瀾，更號鑑止，浙江寧波府定海縣人，竈籍，明朝政治人物。

## 生平
萬曆三十七年（1609年）己酉科浙江鄉試十一名舉人，萬曆三十八年（1610年）庚戌科會試一百十四名，第三甲第一百三十一名進士。工部观政，授大理寺右評事，四十年陞右寺副，四十三年升左寺正，雲貴恤刑，四十六年四月升刑部貴州司郎中。出为湖广按察司副使，天啓二年（1622年）正月考察调簡。三年五月调四川安綿兵备道副使，五年十月升山东布政使司右参政、督粮道，十一月与四川参政樓一堂互调，丁憂歸。起升廣東按察使，雷廉兵备，由張鶴鳴所推，調官四川按察使，負責監軍兼督粮饷。崇祯元年十一月卒于官，年五十九。

## 家族
曾祖謝庭芝；祖謝維寧；父謝大綸；母慎氏。慈侍下，妻張氏，兄復初（庠生）；瀚，弟湘。子泰道；泰臻；泰瑞；泰階；泰登；泰常。